# László Varju
Dans le nom hongrois Varju László, le nom de famille précède le prénom, mais cet article utilise l’ordre habituel en français László Varju, où le prénom précède le nom.
 (novembre 2017).
Si vous disposez d'ouvrages ou d'articles de référence ou si vous connaissez des sites web de qualité traitant du thème abordé ici, merci de compléter l'article en donnant les références utiles à sa vérifiabilité et en les liant à la section « Notes et références ».
László Varju, né le 22 août 1961 à Komló, est un homme politique hongroise, membre du parti DK et député non-inscrit à l'Assemblée hongroise. 